# محمد راهویی
محمد راهویی (انگلیسی: Mohammed Rahoui؛ زادهٔ ۲ ژانویهٔ ۱۹۸۸) بازیکن فوتبال اهل الجزایر است.
از باشگاه‌هایی که در آن بازی کرده‌است می‌توان به باشگاه فوتبال لخیا گدانسک اشاره کرد.